# Ченцовский сельский округ
Ченцовский сельский округ — упразднённая административно-территориальная единица, существовавшая на территории Сергиево-Посадского района Московской области в 1994—2006 годах.
Ченцовский сельсовет был образован в составе Константиновского района Московской области 14 июня 1954 года путём объединения Дмитровского и Шеметовского с/с.
22 июня 1954 года из Константиновского с/с в Ченцовский было передано селение Сахарово.
7 декабря 1957 года Константиновский район был упразднён и Ченцовский с/с был передан в Загорский район.
1 февраля 1963 года Загорский район был упразднён и Ченцовский с/с вошёл в Мытищинский сельский район. 11 января 1965 года Ченцовский с/с был возвращён в восстановленный Загорский район.
30 мая 1978 года в Ченцовском с/с было упразднено селение Зимняк.
23 июня 1988 года в Ченцовском с/с была упразднена деревня Алаево.
16 сентября 1991 года Загорский район был переименован в Сергиево-Посадский.
3 февраля 1994 года Ченцовский с/с был преобразован в Ченцовский сельский округ.
1 октября 2004 года в Ченцовском с/о посёлок Центральной усадьбы совхоза «Шеметово», где размещался центр сельского округа, был присоединён к селу Шеметово, которое в результате стало окружным центром.
В ходе муниципальной реформы 2005 года Ченцовский сельский округ прекратил своё существование как муниципальная единица. При этом все его населённые пункты были переданы в сельское поселение Шеметовское.
29 ноября 2006 года Ченцовский сельский округ исключён из учётных данных административно-территориальных и территориальных единиц Московской области.